# Georges Leekens
Georges Leekens (18 de maig de 1949) és un exfutbolista belga.

## Selecció de Bèlgica
Va formar part de l'equip belga a la Copa del Món de 1998 com a entrenador, dirigint la selecció en dues etapes.